# Yuichi Maruyama
Yuichi Maruyama (丸山 祐市 Maruyama Yūichi?,  Setagaya, Tokio, 16 de junio de 1989) es un futbolista japonés que juega como defensa en el Kawasaki Frontale.

## Selección nacional
En 2016 jugó dos veces para la selección de fútbol de Japón.
| Selección | País  | Año  |
| --------- | ----- | ---- |
| Absoluta  | Japón | 2016 |

## Clubes
| Club                     | País  | Año       |
| ------------------------ | ----- | --------- |
| F. C. Tokyo              | Japón | 2012-2018 |
| Shonan Bellmare (cedido) | Japón | 2014      |
| Nagoya Grampus           | Japón | 2018-2023 |
| Kawasaki Frontale        | Japón | 2024-     |

## Estadísticas

### Selección
| Selección de Japón | Selección de Japón | Selección de Japón |
| Año                | Part.              | Goles              |
| ------------------ | ------------------ | ------------------ |
| 2016               | 2                  | 0                  |
| Total              | 2                  | 0                  |

## Palmarés

### Títulos nacionales
| Título             | Club              | País  | Año  |
| ------------------ | ----------------- | ----- | ---- |
| Copa J. League     | Nagoya Grampus    | Japón | 2021 |
| Supercopa de Japón | Kawasaki Frontale | Japón | 2024 |